# Банбери (Оксфордшир)
Ба́нбери (англ. Banbury) — рыночный город в Англии, в регионе Юго-Восточная Англия, входит в графство Оксфордшир в составе района Чаруэлл.
Численность населения, по данным переписи 2011 года, составила 46 853 человека.

## География
Банбери расположен в 103 км к северо-западу от Лондона, 61 км юго-восточнее Бирмингема, 43 км южнее Ковентри и 34 км северо-северо-западнее Оксфорда, на берегу реки Чаруэлл (левом притоке Темзы).

## Экономика
Банбери является значительным коммерческим и торговым центром для окружающей местности, которая в основном сельская. Основными отраслями производства в Банбери являются производство автомобильных запчастей, электротехнических изделий, пластиков, производство еды.
В Банбери расположено одно из крупнейших в мире производств кофе компании Jacobs Douwe Egberts (англ.), открытое в 1964 году.

## Культура и спорт
Город широко известен благодаря банберийским слойкам, похожим на эклсские.
С июля 2000 года в городе ежегодно проходит Banbury Hobby Horse Festival. В Банбери расположена база гоночной команды Haas F1 Team, которая ранее была базой команды «Marussia F1».
В городе базируется Arden International — международная автогоночная команда, основанная Кристианом Хорнером.
В нескольких километрах от города находится усадьба Уордингтон — бывшая семейная резиденция баронов Уордингтонов.

## Фотогалерея

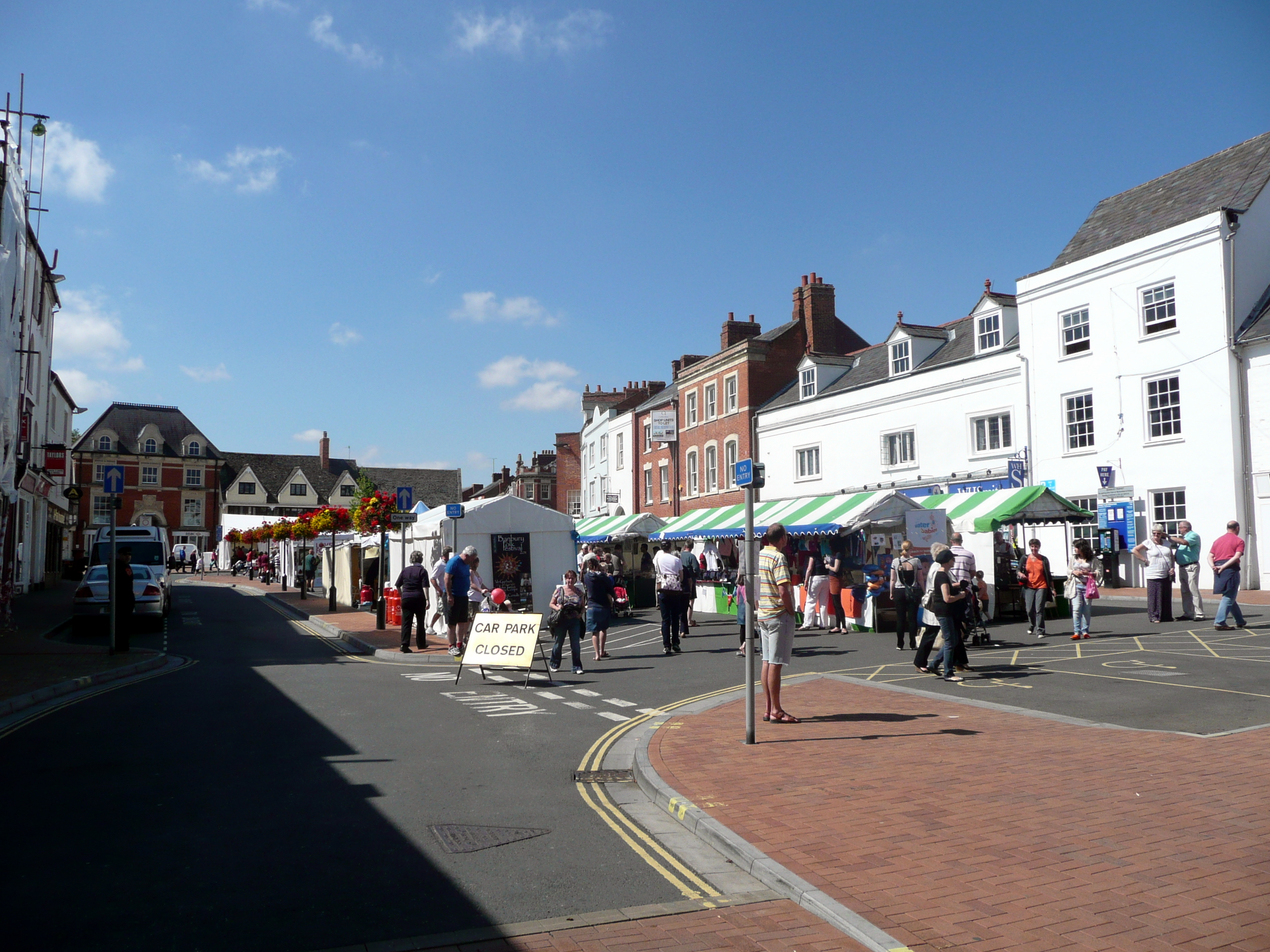
Рыночная площадь Банбери
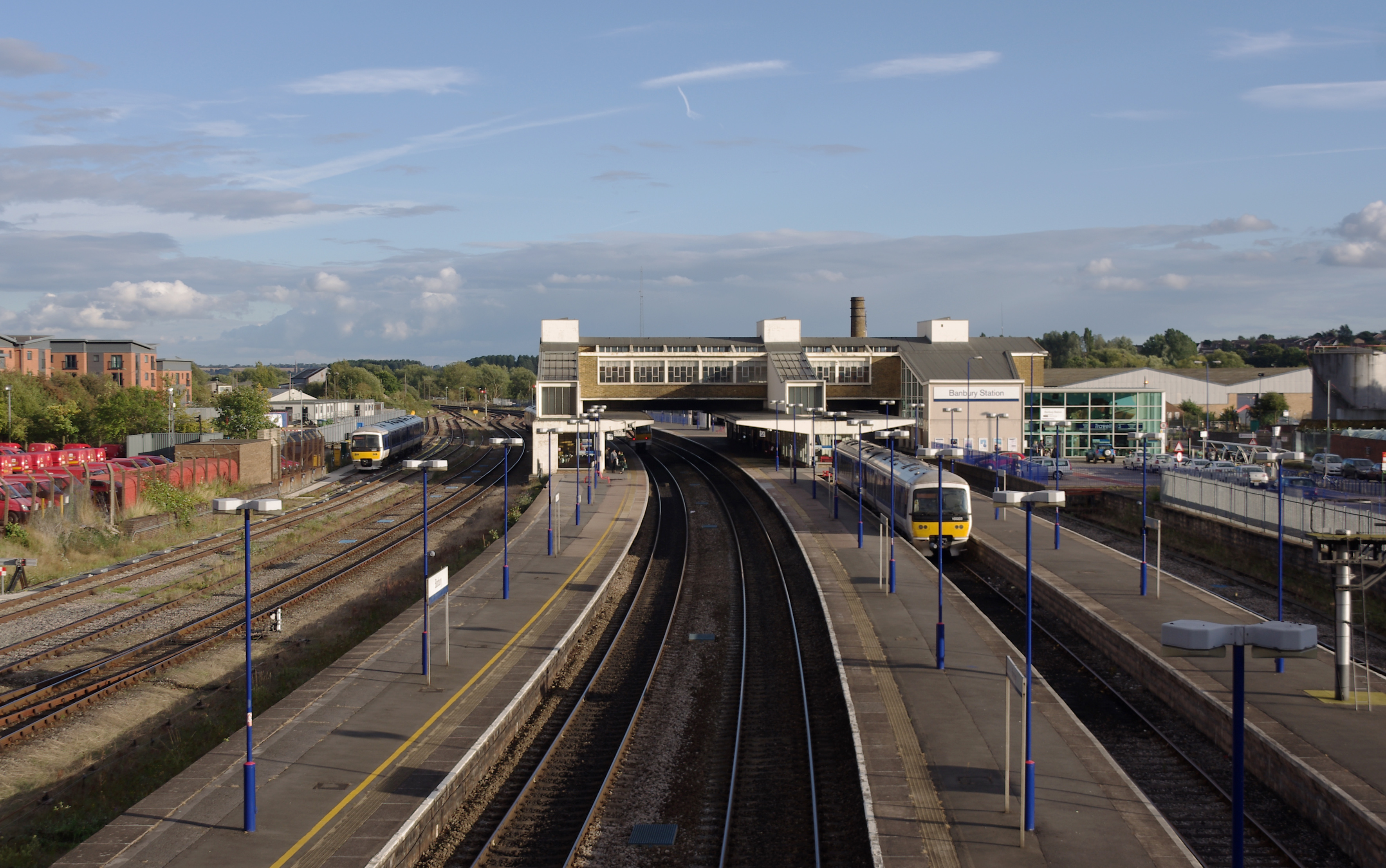
Ж/д станция Банбери
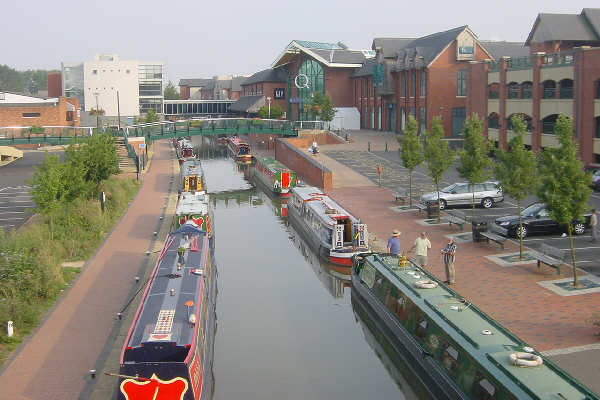
Торговый центр на канале
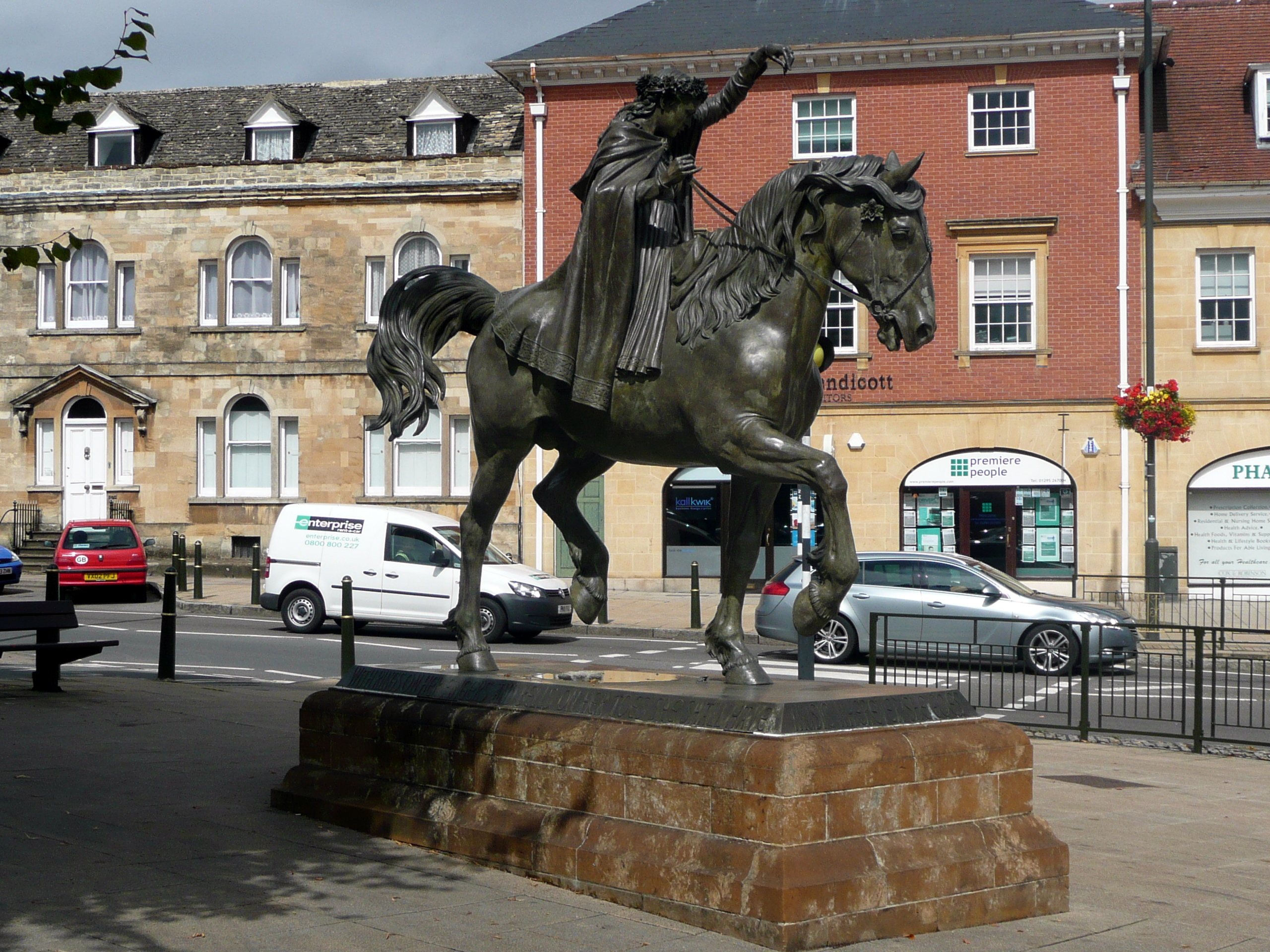
Статуя «Прекрасная леди»
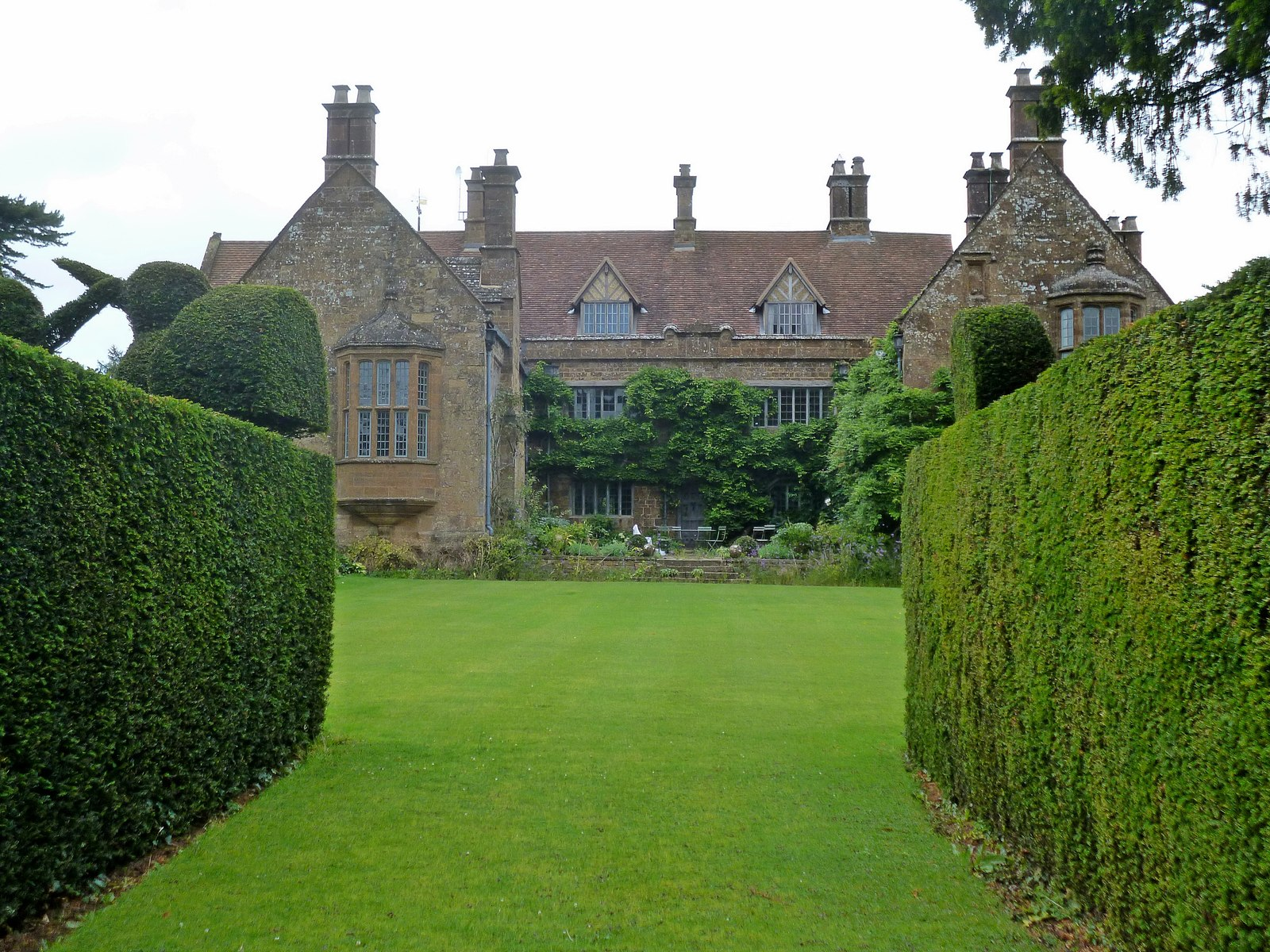
Усадьба Уордингтон